# Peter Dohrn
Peter Dohrn (* 2. September 1880 in Tödienwisch; † 5. Februar 1967) war ein deutscher Politiker der CDU.

## Leben und Beruf
Nach dem Besuch der Volksschule arbeitete Dohrn, der evangelischen Glaubens war, als Bauer. Danker und Lehmann-Himmel charakterisieren ihn, der nie der NSDAP beitrat, in ihrer Studie über das Verhalten und die Einstellungen der Schleswig-Holsteinischen Landtagsabgeordneten und Regierungsmitglieder der Nachkriegszeit in der NS-Zeit als Nonkonformisten und „oppositionell-gemeinschaftsfremd“.

## Abgeordneter
Dohrn war 1947 bis 1950 Landtagsabgeordneter in Schleswig-Holstein. Er vertrat den Wahlkreis Norderdithmarschen im Parlament.

## Öffentliche Ämter
In der Weimarer Republik war Dohrn Amts- und Gemeindevorsteher in Hemme. Vom 25. Oktober 1946 bis zum 15. November 1948 war Dohrn Landrat im Kreis Norderdithmarschen.

## Ehrungen
- 1953: Verdienstkreuz am Bande der Bundesrepublik Deutschland